# 城巴37A、37B線
城巴37系線是香港島一系列以置富花園為基點的循環巴士路線。
本系列路線共分為37A及37B兩條路線。
- 37A線屬逆時針走向，提供全日服務，依次途經香港仔、香港仔隧道、灣仔、金鐘、中環、上環、西營盤及薄扶林道。
- 37B線屬順時針走向，只於平日上午繁忙時間後及假日全日提供服務，依次途經薄扶林道、西營盤、上環、中環、金鐘、灣仔、香港仔隧道及香港仔。

## 歷史
- 1997年5月5日：37A及37B線投入服務，取代城巴的37及37M線。
- 2003年4月14日：37B線不經中環渡輪碼頭，平日早上來往置富至中西區及灣仔的服務改由改回循環路線運作的城巴37X線取代。
- 2015年8月17日：37B線逢星期一至五（公眾假期除外）黃昏增開兩班特別班次，由中環（交易廣場）開往置富花園。[1]
- 2017年4月24日：37A線增設「業興街」分站[2]。
- 2018年3月26日：增設實時抵站時間查詢服務。

## 服務時間及班次
37A
| 置富花園開       | 置富花園開  | 置富花園開   |
| 日期             | 服務時間    | 班次（分鐘） |
| ---------------- | ----------- | ------------ |
| 星期一至五       | 06:36       | 06:36        |
| 星期一至五       | 06:46-07:58 | 12           |
| 星期一至五       | 07:58-08:46 | 6-10         |
| 星期一至五       | 08:46-20:10 | 10-14        |
| 星期一至五       | 20:26       |              |
| 星期一至五       | 20:46-23:06 | 20           |
| 星期六           | 06:36-10:12 | 10-15        |
| 星期六           | 10:12-23:06 | 12-15        |
| 星期日及公眾假期 | 07:04-08:48 | 14-15        |
| 星期日及公眾假期 | 08:48-15:36 | 12           |
| 星期日及公眾假期 | 15:36-23:06 | 15           |

37B
| 置富花園開       | 置富花園開  | 置富花園開   |
| 日期             | 服務時間    | 班次（分鐘） |
| ---------------- | ----------- | ------------ |
| 星期一至五       | 10:10-10:58 | 16           |
| 星期一至五       | 10:58-14:43 | 15           |
| 星期一至五       | 14:43-15:32 | 11-13        |
| 星期一至五       | 15:32-17:12 | 10           |
| 星期一至五       | 17:12-18:32 | 6-8          |
| 星期一至五       | 18:32-19:42 | 10           |
| 星期一至五       | 19:42-20:00 | 9            |
| 星期一至五       | 20:00-23:12 | 12-15        |
| 星期六           | 10:10-15:42 | 10-12        |
| 星期六           | 15:42-19:42 | 10           |
| 星期六           | 19:42-20:00 | 9            |
| 星期六           | 20:00-23:12 | 14-15        |
| 星期日及公眾假期 | 07:10-07:58 | 16           |
| 星期日及公眾假期 | 07:58-15:58 | 15           |
| 星期日及公眾假期 | 15:58-18:58 | 12           |
| 星期日及公眾假期 | 18:58-22:58 | 15           |
| 星期日及公眾假期 | 23:12       |              |

37B特別班次（中環（交易廣場）→ 置富）
- 星期一至五：17:50、18:05

37B線特別班次逢星期六、日及公眾假期不設服務

## 收費
| 路線 | 全程收費 | 分段收費                                                                                           |
| ---- | -------- | -------------------------------------------------------------------------------------------------- |
| 37A  | $6.1     | - 瑪麗醫院往置富花園：$5.1                                                                         |
| 37B  | $6.1     | - 瑪麗醫院往金鐘：$5.4 - 港澳碼頭往置富花園：$6.1（還原全程收費） - 過香港仔隧道後往置富花園：$3.9 |

| - 本線設有12歲以下小童及65歲或以上長者半價優惠。 - 65歲或以上香港居民使用「樂悠咭」，以及12歲以下合資格殘疾兒童使用「殘疾人士身份」個人八達通繳付車資，均可享有每程$2.0或半價（以較低者為準）的票價優惠；12至64歲合資格殘疾人士使用「殘疾人士身份」個人八達通（包括「樂悠咭」），以及60至64歲香港居民使用「樂悠咭」繳付車資，均可享有每程$2.0或全費（以較低者為準）的票價優惠。 - 65歲或以上長者如使用長者或一般個人八達通繳付車資，則只可享有半價優惠；12至64歲合資格殘疾人士如不使用「殘疾人士身份」個人八達通，以及60至64歲人士如不使用「樂悠咭」繳付車資，必須繳付全費。 - 乘客可以現金或八達通於上車時付款，不設找續。 - 每位成人乘客可免費攜帶最多兩名4歲以下而不佔座位的兒童乘客乘車，超額之4歲以下小童必須繳付小童車費乘車。 - 九龍巴士、城巴及龍運巴士全職員工及家屬（不包括外判職員）可免費乘搭本路線，惟必須拍職員或職員家屬八達通。 - 乘客亦可使用AlipayHK「易乘碼」、支付寶、WeChatHK／微信支付「搭車碼」、銀聯雲閃付「乘車碼」及BOC Pay「乘車碼」、具有感應式支付功能的VISA、Mastercard及銀聯卡，以及Apple Pay、Google Pay及Samsung Pay流動支付平台繳付車資。使用此支付方式的乘客可享有中途下車之分段收費，以及與其他城巴獨營路線或聯營線城巴班次之轉乘優惠，惟不適用於與非城巴路線之轉乘優惠。乘客亦不能享有「公共交通費用補貼計劃」及「長者及合資格殘疾人士公共交通票價優惠計劃」。 |

### 八達通轉乘優惠
乘客登上本線後90分鐘內以同一張八達通卡轉乘以下路線，或從以下路線登車後90分鐘內以同一張八達通卡轉乘本線，次程可獲車資折扣優惠：
37A/B←→7、40、40M、40P、71、90B，須於瑪麗醫院轉乘，轉乘時限為90分鐘
- 37A往置富 → 7往石排灣，次程可獲$3.4折扣優惠
- 37A往置富 → 40往華富，次程可獲$3.3折扣優惠
- 37A往置富 → 71往黃竹坑，次程可獲$3.6折扣優惠
- 37A往置富 → 90B往海怡半島，次程可獲$3.2折扣優惠
- 7往石排灣、40往華富、71往黃竹坑或90B往海怡半島 → 37A往置富，次程車資全免
- 37B往中環 → 7、71往中環或90B往金鐘，次程車資全免
- 37B往中環 → 7、71(P)往中環、40P往羅便臣道或90B往金鐘，次程車資全免
- 37B往中環 → 40(M)往會展站，回贈首程車資
- 7、71/71P往中環、40(M)往會展站、40P往羅便臣道或90B往金鐘 → 37B往中環，次程車資全免

37A往中環 → A11或A12往機場，回贈首程車資
37B往中環 → 973往尖沙咀，回贈首程車資，須於薄扶林村轉乘

## 使用車輛
雖然置富花園的對外交通有一定的需求，卻受置富花園巴士總站的設計影響，而通常只使用長度11.3米或以下的巴士行走。現時主要使用富豪B9TL 11.3米雙層巴士（45XX、95XX）行走。

## 行車路線
37A
經：置富道、薄扶林道、石排灣道、香港仔海傍道、香港仔巴士總站、香港仔大道、黃竹坑道、香港仔隧道、黃泥涌道、摩理臣山道、天樂里、軒尼詩道、金鐘道、德輔道中、域多利皇后街、皇后大道中、皇后大道西、薄扶林道、置富徑及置富道。
37B
經經：置富道、利牧徑、薄扶林道、第二街、水街、德輔道西、干諾道西、干諾道中、民吉街、統一碼頭道、民吉街、干諾道中、夏愨道、紅棉路支路、金鐘道、添馬街、德立街、金鐘（東）公共運輸交匯處、樂禮街、金鐘道、軒尼詩道、分域街、莊士敦道、灣仔道、摩理臣山道、黃泥涌道、香港仔隧道、黃竹坑道、香港仔海旁道、石排灣道、薄扶林道及置富道。

### 沿線車站
37A
| 置富                     | 置富                           | 置富             |
| 序號                     | 車站名稱                       | 位置             |
| ------------------------ | ------------------------------ | ---------------- |
| 1                        | 置富                           | 置富花園巴士總站 |
| 2                        | 置富花園網球場                 | 置富道           |
| 3                        | 余振強紀念第二中學             | 薄扶林道         |
| 4                        | 華富道                         | 石排灣道         |
| 5                        | 田灣街                         | 石排灣道         |
| 6                        | 香港仔                         | 香港仔巴士總站   |
| 7                        | 業漁大廈                       | 香港仔大道       |
| 8                        | 甄沾記大廈                     | 黃竹坑道         |
| 9                        | 業興街                         | 黃竹坑道         |
| 10                       | 黃竹坑遊樂場                   | 黃竹坑道         |
| 11                       | 香港仔隧道巴士轉乘站           | 黃竹坑道         |
| 香港仔隧道、黃泥涌峽天橋 |                                |                  |
| 12                       | 立德里                         | 摩理臣山道       |
| 13                       | 北海中心                       | 軒尼詩道         |
| 14                       | 軒尼詩道官立小學               | 軒尼詩道         |
| 15                       | 修頓球場                       | 軒尼詩道         |
| 16                       | 晏頓街                         | 軒尼詩道         |
| 17                       | 太古廣場                       | 金鐘道           |
| 18                       | 中銀大廈                       | 金鐘道           |
| 19                       | 置地廣場                       | 德輔道中         |
| 20                       | 中環街市                       |                  |
| 21                       | 中環中心                       |                  |
| 22                       | 荷李活華庭                     |                  |
| 23                       | 上環文娛中心                   |                  |
| 24                       | 帝后華庭                       |                  |
| 25                       | 修打蘭街                       |                  |
| 26                       | 正街                           |                  |
| 27                       | 西邊街                         |                  |
| 28                       | 李陞小學                       | 薄扶林道         |
| 29                       | 香港大學西閘                   | 薄扶林道         |
| 30                       | 何東夫人堂                     | 薄扶林道         |
| 31                       | 蒲飛路                         | 薄扶林道         |
| 32                       | 薄扶林道遊樂場                 | 薄扶林道         |
| 33                       | 香港華人基督教聯會薄扶林道墳場 | 薄扶林道         |
| 34                       | 瑪麗醫院                       | 薄扶林道         |
| 35                       | 心光學校                       | 薄扶林道         |
| 36                       | 明德村                         | 薄扶林道         |
| 37                       | 薄扶林水塘道                   | 薄扶林道         |
| 38                       | 薄扶林村                       | 薄扶林道         |
| 39                       | 置富徑                         | 置富道           |
| 40                       | 置富花園1-7座                  | 置富道           |
| 41                       | 置富                           | 置富花園巴士總站 |

37B
| 置富開     | 置富開                         | 置富開                   |
| 序號       | 車站名稱                       | 位置                     |
| ---------- | ------------------------------ | ------------------------ |
| 1          | 置富                           | 置富花園巴士總站         |
| 2          | 置富花園網球場                 | 置富道                   |
| 3          | 薄扶林村                       | 薄扶林道                 |
| 4          | 薄扶林水塘道                   | 薄扶林道                 |
| 5          | 嘉林閣                         | 薄扶林道                 |
| 6          | 心光學院                       | 薄扶林道                 |
| 7          | 瑪麗醫院                       | 薄扶林道                 |
| 8          | 香港華人基督教聯會薄扶林道墳場 | 薄扶林道                 |
| 9          | 摩星嶺道                       | 薄扶林道                 |
| 10         | 富林苑                         | 薄扶林道                 |
| 11         | 蒲飛路                         | 薄扶林道                 |
| 12         | 何東夫人堂                     | 薄扶林道                 |
| 13         | 香港大學百週年校園             | 薄扶林道                 |
| 14         | 聖士提反堂中學                 | 薄扶林道                 |
| 15         | 第二街                         | 第二街                   |
| 16         | 西區警署                       | 德輔道西                 |
| 17         | 正街                           | 德輔道西                 |
| 18         | 東邊街                         | 德輔道西                 |
| 19         | 修打蘭街                       | 德輔道西                 |
| 20         | 港澳碼頭                       | 干諾道中                 |
| 21         | 海港政府大樓                   | 統一碼頭道               |
| #          | 中環（交易廣場）               | 中環（交易廣場）巴士總站 |
| 22         | 怡和大廈                       | 干諾道中                 |
| 23         | 大會堂                         | 干諾道中                 |
| 24         | 金鐘站                         | 金鐘（東）公共運輸交匯處 |
| 25         | 軍器廠街                       | 軒尼詩道                 |
| 26         | 修頓球場                       | 莊士敦道                 |
| 27         | 巴路士街                       | 灣仔道                   |
| 28         | 天樂里                         | 灣仔道                   |
| 29         | 跑馬地馬場                     | 摩理臣山道               |
| 香港仔隧道 |                                |                          |
| 30         | 香港仔隧道巴士轉乘站           | 黃竹坑道                 |
| 31         | 黃竹坑遊樂場                   | 黃竹坑道                 |
| 32         | 南朗山道                       | 黃竹坑道                 |
| 33         | 勝利工廠大廈                   | 黃竹坑道                 |
| 34         | 逸港居                         | 香港仔海旁道             |
| 35         | 香港仔海濱公園                 | 香港仔海旁道             |
| 36         | 香港仔魚類批發市場             | 香港仔海旁道             |
| 37         | 田灣街                         | 香港仔海旁道             |
| 38         | 華富道                         | 石排灣道                 |
| 39         | 余振強紀念第二中學             | 薄扶林道                 |
| 40         | 置富徑                         | 置富道                   |
| 41         | 置富花園1-7座                  | 置富道                   |
| 42         | 置富                           | 置富花園巴士總站         |

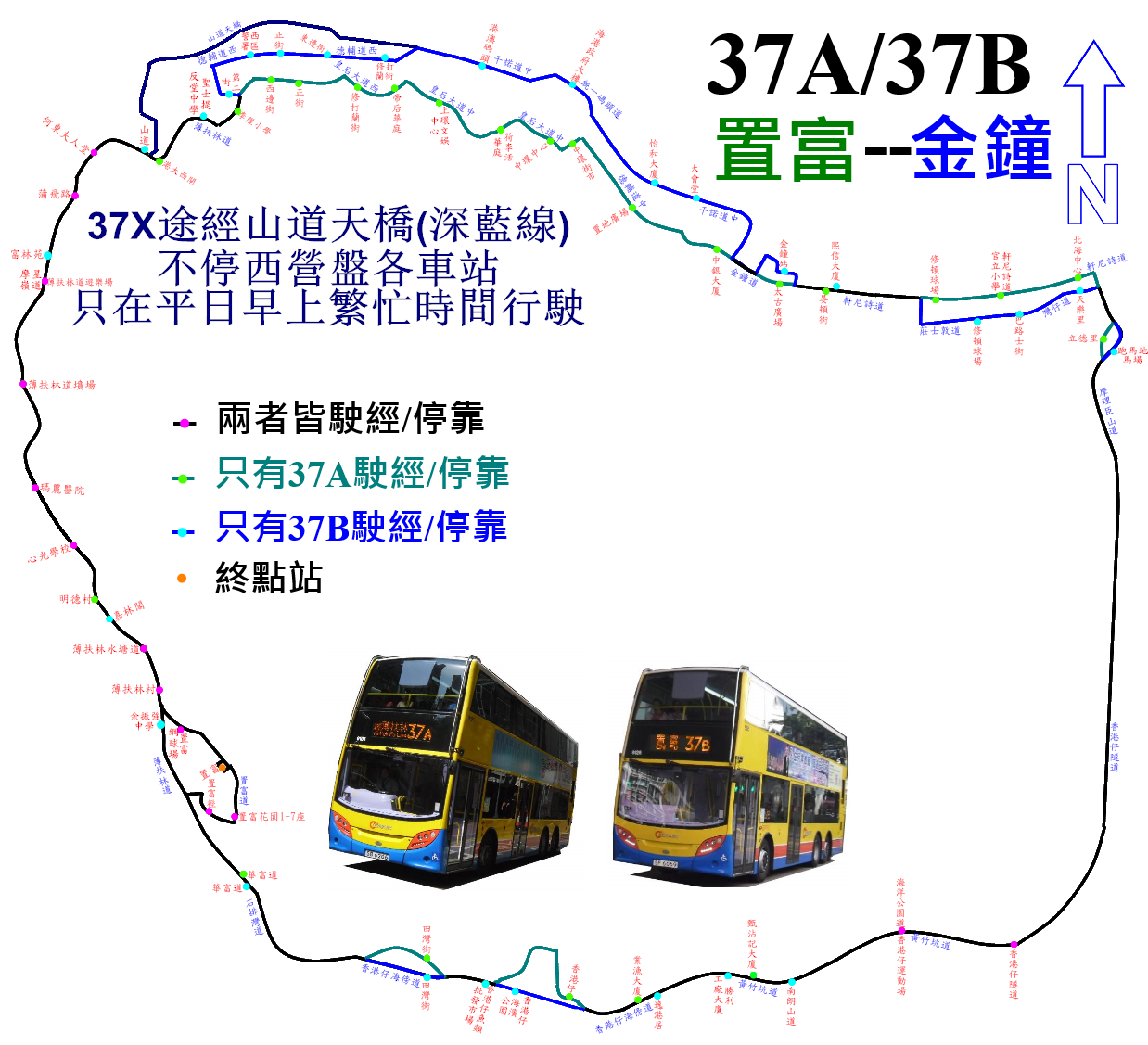
37系列路線的走線圖，當中藍綠線表示只有37A線駛經，藍線表示只有本37B線駛經，而深藍線則表示37X駛經的路段

- 註：有 # 號之車站為37B特別班次起點站。

## 外部連結
- 城巴37A線 （页面存档备份，存于）
- 城巴37B線 （页面存档备份，存于）
- 城巴37A線路線圖 （页面存档备份，存于）
- 城巴37B線路線圖 （页面存档备份，存于）
- 城巴37A線詳細時間表 （页面存档备份，存于）
- 城巴37B線詳細時間表 （页面存档备份，存于）
- 681巴士總站－城巴37A線 （页面存档备份，存于）
- 681巴士總站－城巴37B線 （页面存档备份，存于）